# Gmina Vingåker
Gmina Vingåker (szw. Vingåkers kommun) – gmina w Szwecji, położona w regionie administracyjnym (län) Södermanland. Siedzibą władz gminy (centralort) jest Vingåker.

## Geografia

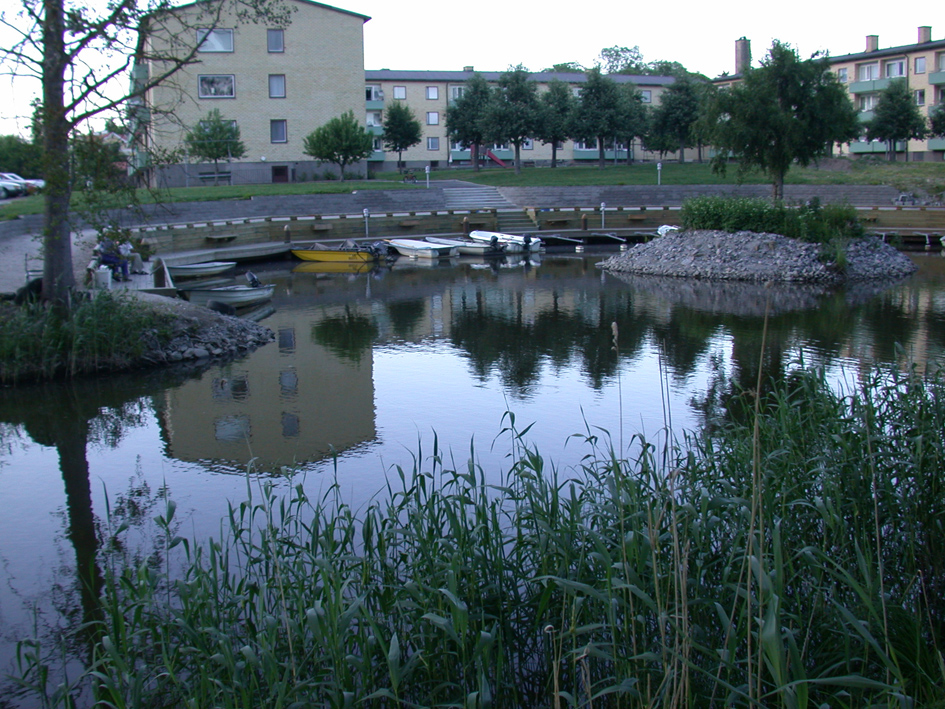
Rzeka Vingåkersån (Nyköpingsån) w Vingåker

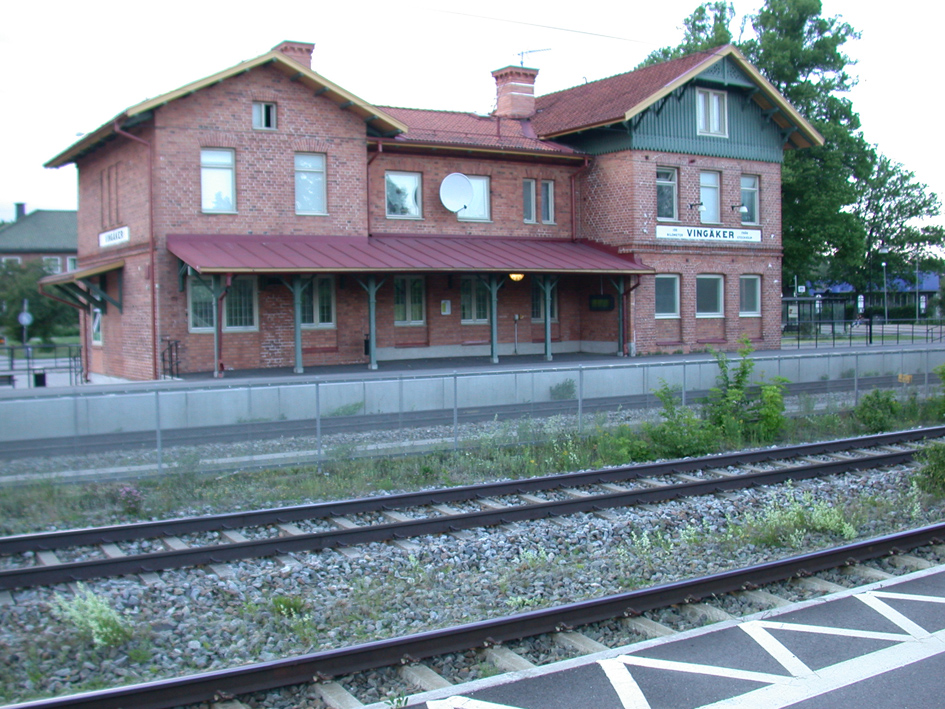
Dworzec kolejowy w Vingåker

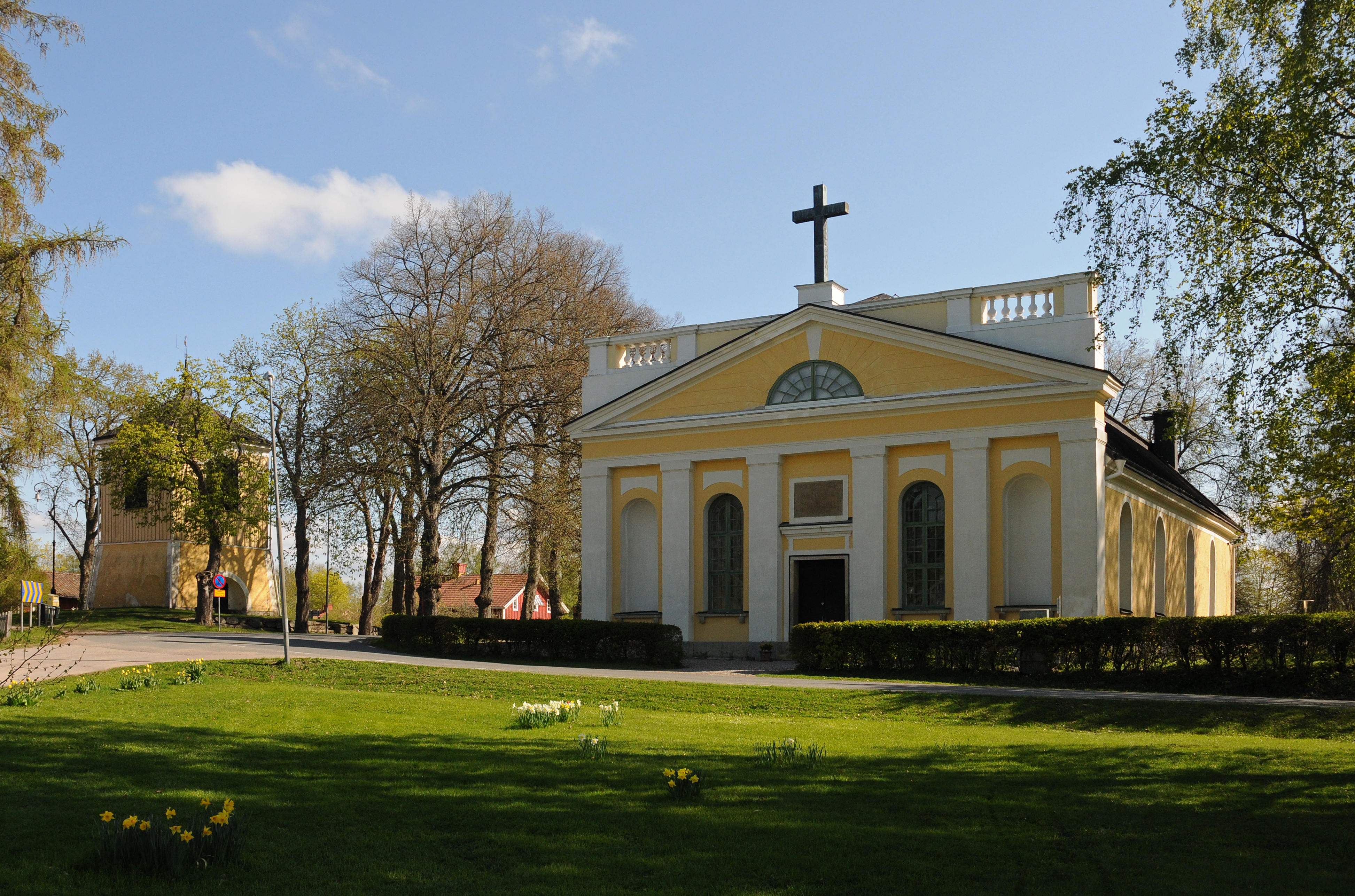
Österåkers kyrka

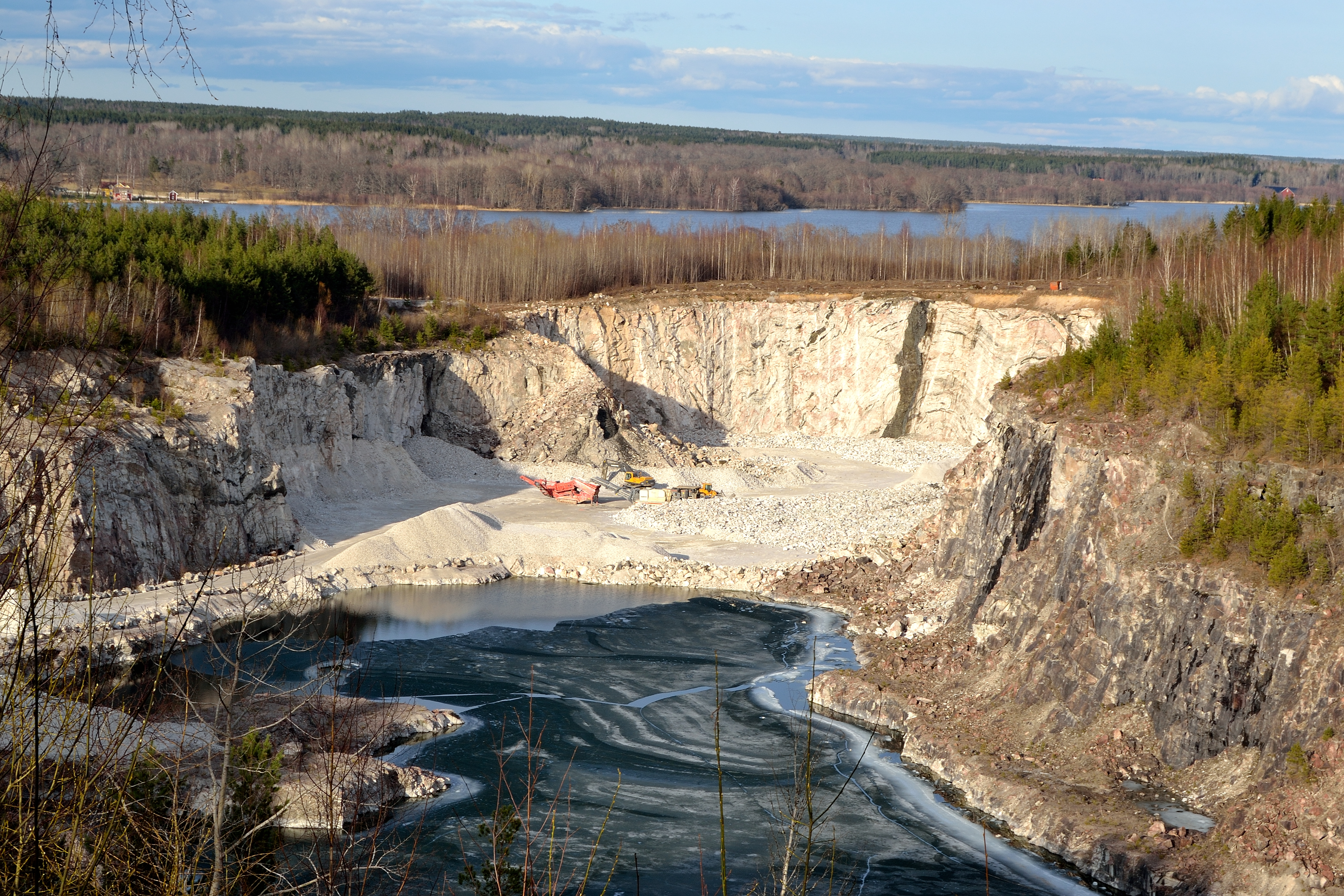
Kamieniołom wapienia (Forsby kalkbrott)

Gmina Vingåker położona jest w zachodniej części prowincji historycznej (landskap) Södermanland. Jedynie zachodnia część miejscowości (småort) Läppe nad jeziorem Hjälmaren leży w Närke. Gmina Vingåker graniczy z gminami (w kolejności od kierunku północnego):
- Katrineholm
- Finspång
- Örebro

### Powierzchnia
Gmina Vingåker jest 203. pod względem powierzchni z 290 gmin Szwecji. Według danych pochodzących z 2013 r. całkowita powierzchnia gminy wynosi łącznie 439,44 km², z czego:
- 370,27 km² stanowi ląd
- 69,17 km² wody śródlądowe (w tym 27,62 km² wody jeziora Hjälmaren)[1].

## Demografia
31 grudnia 2013 r. gmina Vingåker liczyła 8835 mieszkańców (235. pod względem zaludnienia z 290 gmin Szwecji), gęstość zaludnienia wynosiła 23,86 mieszkańców na km² lądu (156. pod względem gęstości zaludnienia z 290 gmin Szwecji).
Struktura demograficzna (31 grudnia 2013):
| Opis                              | Ogółem     | Ogółem     | Kobiety    | Kobiety    | Mężczyźni  | Mężczyźni  |
| --------------------------------- | ---------- | ---------- | ---------- | ---------- | ---------- | ---------- |
| jednostka                         | osób       | %          | osób       | %          | osób       | %          |
| populacja                         | 8835       | 100        | 4350       | 49,24      | 4485       | 50,76      |
| powierzchnia                      | 439,44 km² | 439,44 km² | 439,44 km² | 439,44 km² | 439,44 km² | 439,44 km² |
| gęstość zaludnienia (mieszk./km²) | 23,86      | 23,86      |            |            |            |            |

## Miejscowości
Miejscowości (tätort, -er) gminy Vingåker (2010):
| # | Miejscowość | Liczba ludności |
| - | ----------- | --------------- |
| 1 | Vingåker    | 4 282           |
| 2 | Högsjö      | 713             |
| 3 | Baggetorp   | 494             |
| 4 | Marmorbyn   | 382             |

## Wybory
Wyniki wyborów do rady gminy Vingåker (kommunfullmäktige) 2010 r.:
|  | Partia                        | Liczba głosów | Zmiana liczby głosów | Procent głosów | Zmiana % | Uzyskane mandaty | Zmiana liczby mandatów |
|  | ----------------------------- | ------------- | -------------------- | -------------- | -------- | ---------------- | ---------------------- |
|  | Moderaterna                   | 1214          | +251                 | 21,03          | +4,08    | 7                | +1                     |
|  | Centerpartiet                 | 312           | –95                  | 5,41           | –1,76    | 2                | –1                     |
|  | Folkpartiet                   | 209           | +5                   | 3,62           | +0,03    | 1                | ±0                     |
|  | Chrześcijańscy Demokraci      | 267           | –44                  | 4,63           | –0,85    | 2                | ±0                     |
|  | Socialdemokraterna            | 2381          | –463                 | 41,25          | –8,82    | 15               | –3                     |
|  | Vänsterpartiet                | 212           | +64                  | 3,67           | +1,07    | 1                | ±0                     |
|  | Miljöpartiet                  | 267           | +60                  | 4,63           | +0,98    | 2                | +1                     |
|  | Vägen till Livskvalitet       | 717           | +228                 | 12,42          | +3,81    | 4                | +1                     |
|  | Sverigedemokraterna           | 186           | +96                  | 3,22           | +1,64    | 1                | +1                     |
|  | Pozostałe partie              | 7             | –10                  | 0,12           | –0,18    | 0                | —                      |
|  | Razem (frekwencja 84,09%)     | 5772          |                      | 100,0          |          | 35               | ±0                     |
|  | Źródło: Valmyndigheten (szw.) |               |                      |                |          |                  |                        |

## Współpraca zagraniczna
Miasta partnerskie gminy Vingåker:
- Mühltal, Niemcy
- Kiikala, Finlandia
- Pühalepa, Estonia
- Måsøy, Norwegia